# Stjärntecken
Ett stjärntecken är en av tolv lika delar av ekliptikan som västerländsk astrologi traditionellt brukar delas in i. Varje stjärntecken är indelat i 30° vilka tillsammans blir 360°. Stjärntecknen används då man ställer horoskop. Startpunkten för denna indelning brukar utgå från solens position vid vårdagjämningen. Stjärntecknen har främst fått namn efter de stjärnbilder som i antikens Grekland låg inom respektive segment i zodiaken. 
Tabellen visar de styrande planeterna, de fyra klassiska elementen och de tre kvaliteterna.
| Stjärntecken | Stjärntecken | Grader    | Element | Kvalitet    | Styrande himlakropp |
| ------------ | ------------ | --------- | ------- | ----------- | ------------------- |
|              | Väduren      | 1°–30°    | Eld     | Kardinal    | Mars                |
|              | Oxen         | 31°–60°   | Jord    | Fix         | Venus               |
|              | Tvillingarna | 61°–90°   | Luft    | Föränderlig | Merkurius           |
|              | Kräftan      | 91°–120°  | Vatten  | Kardinal    | Månen               |
|              | Lejonet      | 121°–150° | Eld     | Fix         | Solen               |
|              | Jungfrun     | 151°–180° | Jord    | Föränderlig | Merkurius           |
|              | Vågen        | 181°–210° | Luft    | Kardinal    | Venus               |
|              | Skorpionen   | 211°–240° | Vatten  | Fix         | Mars/Pluto          |
|              | Skytten      | 241°–270° | Eld     | Föränderlig | Jupiter             |
|              | Stenbocken   | 271°–300° | Jord    | Kardinal    | Saturnus            |
|              | Vattumannen  | 301°–330° | Luft    | Fix         | Saturnus/Uranus     |
|              | Fiskarna     | 331°–360° | Vatten  | Föränderlig | Neptunus/Jupiter    |

## De fyra elementen
Varje tecken förknippas med ett av de klassiska elementen, vatten, eld, jord och luft. Eld och luft är positiva eller extroverta maskulina tecken medan vatten och jord är negativa introverta feminina tecken.

## De tre kvaliteterna
De tre kvaliteterna korresponderar till fyra tecken var och står för tre olika grundattityder till livet.
- Kardinala (ledande) tecken är Väduren, Kräftan, Vågen och Stenbocken.
- Fixa (fasta) tecken är Oxen, Lejonet, Skorpionen och Vattumannen.
- Föränderliga tecken är Tvillingarna, Jungfrun, Skytten och Fiskarna.

## Stjärntecknens symboler
Varje tecken brukar betecknas med en speciell symbol enligt nedanstående uppställning. Intill det svenska namnet anges också den latinska eller grekiska benämningen, som ofta återfinns in astrologiska tabeller istället för den svenska. Numera har stjärnbilderna förflyttat sig ungefär 30° i förhållande till jorden, så i verkligheten är det stjärnbilden för det föregående tecknet som idag ligger inom ett segment. Det är dock inte alla astrologer som tar hänsyn till denna diskrepans. Därunder är den kalendariska period som varje stjärntecken traditionellt omfattar med viss variation från år till år angiven:

Väduren – Aries (21 mars – 19 april)
Oxen – Taurus (20 april – 21 maj)
Tvillingarna – Gemini (22 maj – 20 juni)
Kräftan – Cancer (21 juni – 22 juli)
Lejonet – Leo (23 juli – 22 augusti)
Jungfrun – Virgo (23 augusti – 22 september)
Vågen – Libra (23 september – 22 oktober)
Skorpionen – Scorpio (23 oktober – 22 november)
Skytten – Sagittarius (23 november – 21 december)
Stenbocken – Capricornus (22 december – 19 januari)
Vattumannen – Aquarius (20 januari – 18 februari)
Fiskarna – Pisces (19 februari – 20 mars)

## Kompatibilitet mellan stjärntecken
Astrologisk kompatibilitet (synastri) är en del av astrologin som är utformad för att visa kompatibiliteten mellan romantiska partners. Ett natalhoroskop är ett diagram eller en karta över vinklarna på planeterna i solsystemet och deras positioner i zodiaken vid den exakta tidpunkten för en persons födelse. Dessa vinklar representerar de positiva och negativa förhållandena mellan planeterna. Denna relation beskriver förhållandet mellan de två personerna i fråga. Ett synastridiagram jämför två natalhoroskop för att utforska den energetiska matchningen mellan partners.
Denna princip har i modern tid tydligast demonstrerats av Carl Jung i hans bok Synchronicity. Jung studerade tillfälligheternas natur för att undersöka. För detta ändamål erbjöds han en samling med mer än 400 par horoskop för gifta par. Jung randomiserade hälften av horoskopparen och försökte hitta par som faktiskt var gifta.  Jung fann ett samband mellan gifta par som stämde överens med astrologiska förutsägelser. Förvånad ifrågasatte han sitt inflytande på studien och upprepade experimentet med samma resultat. Han ändrade sina metoder igen och igen kom han fram till de resultat som astrologerna förutspådde. Han kunde inte hitta något orsakssamband som kunde förklara hans korrelationer, så han kallade synkronicitet för en akausal princip.
Indiskt system för kompatibilitetstestning baserat på horoskopen hos ett par sökande är unikt. Det grundläggande konceptet med matchande horoskop kommer från de konstellationer som Ascendant/Lagna ( Lagna ) upptar vid tidpunkten för brudens och brudgummens födelse. Människor ärver egenskaperna hos födelsekonstellationen. Många använder en kompatibilitetskalkylator för födelsehoroskop för att få en uppfattning om hur väl deras förhållande kommer att fungera. Baserat på födelsekonstellationerna undersöks följande aspekter för att kontrollera kompatibilitet: Varna, Vashayya, Tara, Yoni, Gana, Graha Maitri, Bhakuta, Nadi, Mahendra, Vedha, Raju, Stree Dirgha, Linga, Gotra, Varga och Yuja.
I ett annat system är endast åtta av dessa faktorer relevanta och tilldelas numeriska värden - Varna (1 poäng), Vashya (2 poäng), Tara (3 poäng), Yoni (4 poäng), Graha Maitri (5 poäng), Ghana (6 poäng), Bhakuta (7 poäng) och Nadi (8 poäng). Summan av dessa faktorer är 36 poäng och horoskopet anses lämpligt endast om kompatibilitetspoängen överstiger 18.